# Нисан S30
Нисан S30 (у Јапану продаван под називом Нисан Fairlady Z а на другим тржиштима као Датсун 240Z односно Датсун 260Z и Датсун 280Z) био је прва генерација Нисанове Z категорије аутомобила. Произвођен је од 1969 до 1978. Дизајн аутомобила је осмислио Нисанов „Спорт стајлинг студио” предвођен Јошихиком Мацуом.
Све варијанте имају независно вешање, диск кочнице напред и добош кочнице позади. 240Z и 260Z су првобитно имали двогрилни Хитачи карбуратор, да би од 1973. били замњени Веберовим карбуратором а да би возила била у складу са новим регулативима у вези емисије штетних гасова. 280Z је имао Бошов L-Jetronic електронски систем убризгавања горива.

## Датсун 240Z
Спецификације:
- Радна запремина мотора: 2393 cm3
- Број клипова: 6
- Степен компресије: 9.0:1
- Пречник цилиндара: 83 mm
- Ход клипа: 73.7 mm
- Систем за гориво: Механичка пумпа и два Hitachi HJG 46W карбуратора
- Снага: 151 КС (113 kW) / 5600 обртаја
- Обртни моменат: 198 N·m / 4400 обртаја
- Максимална брзина: 201 km/h
- Потрошња: 11 L/100 km

## Датсун 260Z
Спецификације:
- Радна запремина мотора: 2565 cm³
- Број клипова: 6
- Степен компресије: 8.3:1[2]
- Пречник цилиндара: 83 mm
- Ход клипа: 79 mm
- Систем за гориво: механичка пумпа и два Hitachi HMB 46W[2] карбуратора
- Снага: 121 kW (162 КС) / 5600 обртаја
- Обртни моменат: 213 N·m / 4400 обртаја
- Максимална брзина: 204 km/h
- Потрошња: 11.8 L/100 km

## Датсун 280Z
Спецификације:
- Радна запремина мотора: 2753 cm³
- Број клипова: 6
- Степен компресије: 8.3:1
- Пречник цилиндара: 86.1 mm
- Ход клипа: 79 mm
- Систем за гориво: електрична пумпа и Бошов L-Jetronic систем убризгавања горива
- Снага: 127 kW (170 КС) / 5600 обртаја
- Обртни моменат: 221 N·m / 4400 обртаја
- Максимална брзина: ? km/h
- Потрошња: ?

## Галерија
- Датсун 240Z
- Датсун 260Z
- Датсун 280Z